# Le Sserafim
Le Sserafim är en sydkoreansk tjejgrupp bildad av Source Music. Gruppen består av fem medlemmar: Sakura, Kim Chae-won, Huh Yun-jin, Kazuha och Hong Eun-chae. De var ursprungligen en sextett fram till att Kim Ga-ram lämnade gruppen den 20 juli 2022, efter uppsägningen av hennes exklusiva kontrakt. Le Sserafim skivdebuterade den 2 maj 2022 med EP:n Fearless.
Gruppnamnet är ett anagram för "I'm Fearless".

## Diskografi

### Studioalbum
- Unforgiven (2023)

### EP
- Fearless (2022)
- Antifragile (2022)
- Easy (2024)
- Crazy (2024)
- Hot (2025)